# Warwick (Rhode Island)
Warwick (/ˈwɒrɪk/ⓘ) – miasto w Stanach Zjednoczonych, w stanie Rhode Island, w hrabstwie Kent.
W tym mieście rozwinął się przemysł jubilerski, włókienniczy, maszynowy oraz metalowy. 